# Sinagoga de Pitigliano
La sinagoga de Pitigliano es uno de los monumentos más característicos del centro histórico de la localidad homónima.

## Historia y arquitectura
El asentamiento de la comunidad judía en Pitigliano se produjo después de mediados del siglo XVI, bajo la protección de los condes de Orsini. Se supone que la sinagoga actual se construyó sobre un oratorio preexistente. La construcción actual se remonta a 1598.
El edificio sagrado se encuentra en el área que una vez fue habitada por la comunidad judía de Pitigliano, que se caracteriza por callejones estrechos y arcos muy llamativos.
El acceso a la sinagoga es a través de un amplio pórtico arqueado que conduce a un pequeño patio abierto. Una placa en su interior atribuye la fundación a Jeudà, hijo de Shebbetai. En la puerta de entrada hay una inscripción que dice:
"Y déjame hacer un santuario para mí, y habitaré entre ellos, ábreme las puertas de la justicia: esta es la puerta [que lleva] al Señor".

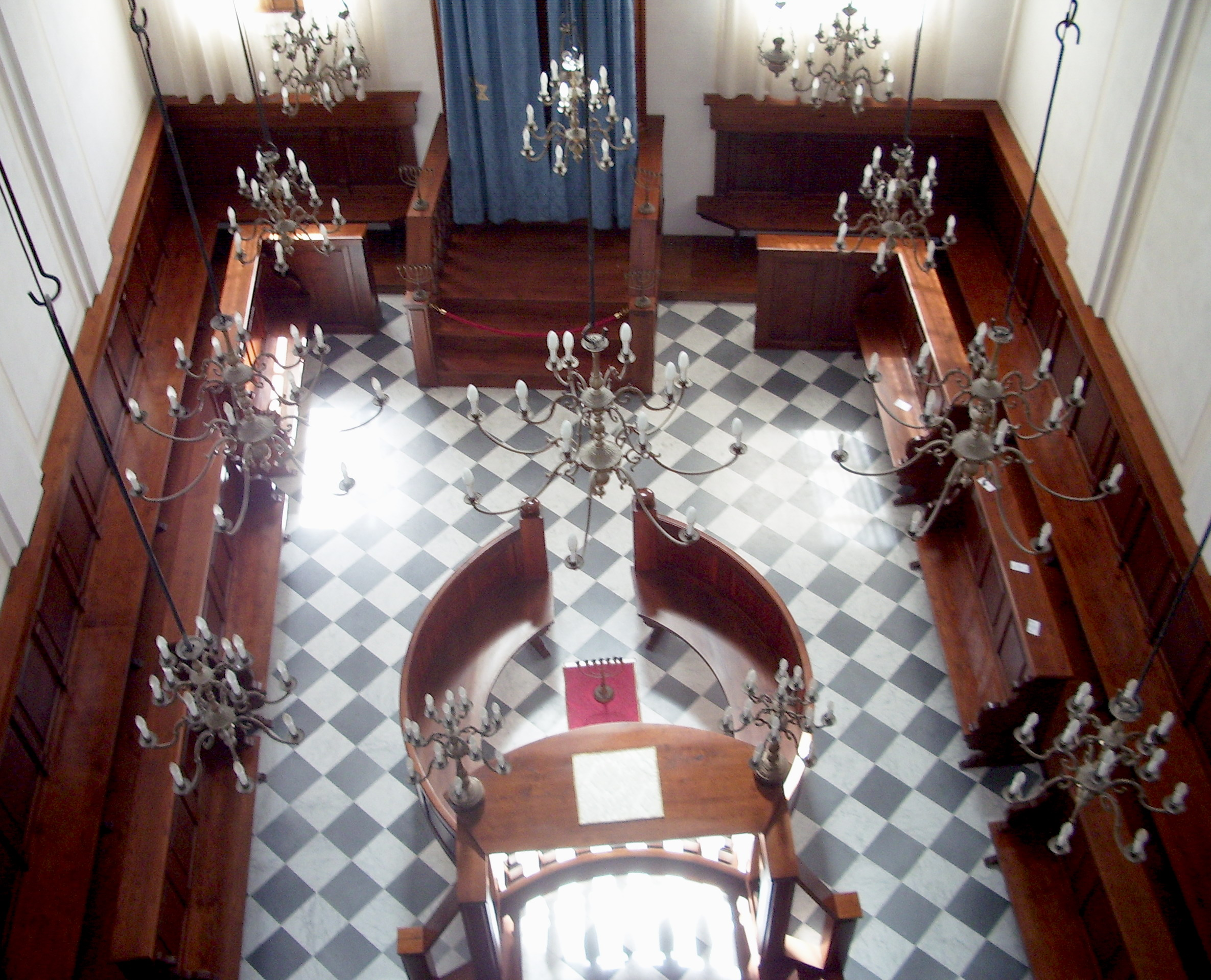
Interior de la Sinagoga

Dentro del templo hay muebles que se remontan al siglo XVI y al siglo XVII.
A lo largo de los siglos, el edificio religioso ha sido restaurado en varias ocasiones, en 1756, en 1835, cuando la fachada se enriqueció con estucos rococó, en 1931 y finalmente en 1995, por el Municipio de Pitigliano. Esta última restauración ha permitido recuperar completamente el lugar de culto y devolverle su antigua gloria.
La Sinagoga y el museo contiguo se pueden visitar todos los días (excepto los sábados).